# Программа систематизации деревень в Румынии
Программа систематизации деревень в Румынии проводилась под руководством президента Социалистической Республики Румынии Николае Чаушеску в 1980-е годы, на финальном этапе существования социалистического режима в стране. Законодательная база для систематизации деревень была подготовлена ещё в 1974 году, но всерьёз программа начала осуществляться лишь в марте 1988 года, когда Румыния отказалась от статуса наиболее благоприятствуемой нации в торговых отношениях с США.
Заявленной целью программы было устранение различий между городом и деревней путём уничтожения половины из 13 тысяч существовавших в 1988 году румынских деревень и переселения их жителей в сотни новых «агропромышленных центров» к 2000 году. В период с 1974 по 1988 год был создан только один новый город — Ровинари. Остальные сельские поселения не были перестроены в срок, поскольку Чаушеску решил сосредоточить своё внимание на других строительных проектах. 18 апреля 1989 года, после возвращения интереса к программе, была завершена первая партия из 23 новых агропромышленных городов. Программа систематизации была прервана 26 декабря 1989 года указом Совета Фронта национального спасения в рамках ликвидации социалистического строя после Румынской революции. Несмотря на это, ещё три сельских поселения, вошедших при Чаушеску в программу систематизации, получили статус города уже после смены режима в стране.
Программа систематизации вызвала широкий общественный резонанс и негативную реакцию в Европе, спровоцировав протесты против неё (в основном в Венгрии), а Бельгия приняла инициативу по спасению деревень с помощью их «усыновления».

## Предыстория

### План 1974 года и его реализация
Идею перестроить деревни Румынии в города Чаушеску задумал ещё в 1974 году, тогда же программа была принята официально. В то время планировалось, что около 3000 деревень постепенно вымрут, а ещё от 300 до 400 будут преобразованы в города. Однако впоследствии приоритет был отдан промышленному строительству, которое отодвинуло на второй план программу реконструкции и переселения сельских районов, из-за чего задуманное не получило должного развития. Весной 1988 года программа систематизации сельских районов вновь стала одним из приоритетных проектов Чаушеску. Концепция систематизации деревень была впервые разработана Никитой Хрущёвым и была направлена на повышение уровня сельской жизни путём объединения деревень, который должен был остановить миграцию молодых людей из села в город. Однако румынская реализация данной концепции была на много лет заброшена, поскольку Чаушеску сосредоточился на других больших строительных проектах, таких как перестройка центра Бухареста и канал Дунай — Чёрное море. Закон 1974 года о реорганизации городских и сельских территорий предусматривал развитие сельской местности путём сосредоточения внимания на более жизнеспособных деревнях, в то время как остальные постепенно лишались инвестиций. Однако в конце 1970-х годов темп реализации программы был потерян. Как результат, из 140 новых городов, обещанных к 1985 году, был полностью построен только один — Ровинари, получивший статус города в 1981 году. Объяснений такой плохой реализации не последовало. Наиболее распространённым аргументом является тот факт, Чаушеску переключил свое внимание на иные вышеупомянутые строительные проекты.

### План 1988 года
В первую очередь под уничтожение попадали деревни с минимальными перспективами роста. К 2000 году 85 % коммун Румынии должны были иметь водопровод с питьевой водой, а 82 % — современную канализацию. Согласно заявлению властей, к 2000 году Румыния должна была «ликвидировать основные различия между деревнями и городами и обеспечить гармоничное развитие всех слоев населения страны». Декларируемая цель Чаушеску, основанная на первоначальной идее Манифеста Коммунистической партии Карла Маркса и Фридриха Энгельса, заключалась в том, чтобы «радикально уничтожить основные различия между городом и деревней и приблизить условия жизни и работы трудящихся в сельской местности к условиям жизни и работы в городах». Румынский руководитель считал, что после переселения всего населения в многоквартирные дома (для «полного доминирования и контроля сообщества над индивидуумом») систематизация приведет к появлению в Румынии «нового социалистического человека». Чаушеску был намерен совершить революцию в сельском хозяйстве, увеличив посевные площади, но при этом подавив индивидуальную инициативу и усилив централизацию.
Крестьяне должны были получить ничтожную компенсацию за их снесенные дома, а затем платить за проживание в новых многоквартирных домах. Места для животных, которые были у крестьян, в новых городах не предполагалось. По словам историка Дину Джуреску, «конечная цель — пролетаризация нашего общества. Финальный шаг в этом процессе — потеря индивидуального дома». Новые государственные квартиры практически не оставляли жильцам личного места — кухни и ванные комнаты в них были коммунальными. Общее количество деревень должно было быть сокращено до 5—6 тысяч, объединённых в две тысячи коммун, что означало уничтожение ещё 7—8 тысяч деревень. Рабочие и интеллигенция должны были поселиться в 3—4-этажных домах, а крестьяне — в небольших четырёхквартирных малоэтажных домах или в двухэтажных индивидуальных домах. Сельская местность должна была быть урбанизирована за счет 558 новых агропромышленных городов. Хотя некоторые аспекты программы были в то время необходимы (улучшение качества услуг, диверсификация и стабилизация рабочей силы), она не предусматривала возможности для какой-либо консультации с местным населением, а сроки её реализации были слишком короткими (из-за чего и предпринималось обязательное переселение) без реальной компенсации за требуемую экспроприацию.

### Потеря статуса наиболее благоприятствуемой нации
С 3 августа 1975 года по 3 июля 1988 года Румыния была наиболее благоприятствуемой нацией в торговле с США. В 1988 году Чаушеску отказался от данного статуса, произошло это в тот момент, когда Соединённые Штаты собирались отменить его сами из-за нарушений прав человека в Румынии. В июле 1987 года Конгресс США проголосовал за приостановку статуса наибольшего благоприятствования Румынии. Несмотря на то, что приостановка должна была продлиться как минимум 6 месяцев, чтобы избежать дальнейшего унижения, Чаушеску решил отказаться от статуса наибольшего благоприятствования для своей страны полностью. Более 85 устных и 995 письменных заявлений были представлены в поддержку приостановки статуса наибольшего благоприятствования Румынии. 26 февраля 1988 года румынское правительство объявило, что стране не нужен статус наибольшего благоприятствования. Голосование в Палате представителей и Сенате было осуждено как «неприемлемое вмешательство во внутренние дела» Румынии. Чтобы подчеркнуть отказ Румынии от статуса, в апреле 1988 года программа сноса деревень была сделана официально известной и за пределами Румынии. Отказ Румынии от статуса наибольшего благоприятствования в феврале 1988 года стал результатом растущего раздражения Чаушеску американским давлением в связи с ситуацией с правами человека в Румынии. Отказ Чаушеску от статуса наибольшего благоприятствования Румынии сделал приостановление его действия Конгрессом США не имеющим смысла. Его действия дали понять, что он не подчинится давлению ни с Востока, ни с Запада.

## Реализация программы
Чаушеску не нравился постоянный контроль Конгресса США за соблюдением прав человека в Румынии, который, по мнению президента, мешал его давно задуманному «грандиозному плану». Вскоре после своего отказа от статуса наибольшего благоприятствования Чаушеску объявил о самом масштабном плане своего режима, предусматривавшем ликвидацию до 8000 деревень. 3 марта 1988 года, выступая на конференции, Чаушеску объявил, что к 2000 году 7—8 тысяч из 13 123 деревень Румынии будут «модернизированы», то есть превращены в 558 «агропромышленных центров». Жудец Илфов, расположенный возле Бухареста, был выбран Чаушеску в качестве образца для перестройки всех остальных деревень (строительство должно быть завершено к 1992—1993 годам). Первые выселения и снос домов произошли в августе 1988 года. Всего 2—3 дня отводилось на то, чтобы закрыть в деревнях магазины и прекратить автобусное сообщение. Жителей в принудительном порядке переселяли в другие населённые пункты. Целые общины были переселены в многоквартирные дома в городах Отопень и Гермэнешти, где до десяти семей вынуждены были делить одну кухню, а канализация не была проведена до конца. В других деревнях по всей стране в центрах запланированных новых городов начали появляться бетонные здания «гражданских центров» (рум. Centrul Civic). К концу 1989 года около 18 деревень подверглись сносу множества домов, а ещё пять были уничтожены полностью. Как сообщал Wall Street Journal, «в сельской местности разгромленные хутора и деревни освобождают место для идентичных друг другу панельных жилых домов оруэлловского Бухареста». Программа систематизации встретила сопротивление как со стороны местных жителей, так и со стороны местных властей. Местные бунты против систематизации были отмечены в деревнях Петрова, Монор и Парва. В некоторых коммунах местным чиновникам угрожали, а в других они просто отказывались выполнять приказы. Директор сберегательной кассы города Меркуря-Чук подал в отставку в знак протеста против давления с целью присвоения его родному селу Пэулени-Чук статуса улицы близлежащего города Фрумоаса. 26 декабря 1989 года, после Румынской революции, программа систематизации деревень была отменена указом Совета Фронта национального спасения.

### Список построенных городов
18 апреля 1989 года 23 населённых пункта Румынии получили статус города. Однако к 1990 году планировались куда более значимые результаты — получить статус города должны были около сотни поселений. Ещё одно поселение, Ровинари, получило статус города 9 декабря 1981 года, став единственным построенным до марта 1988 года городом в рамках программы систематизации.
- Валя-луй-Михай — построено 30 многоквартирных зданий, сельское хозяйство осталось основной отраслью экономики[27].
- Аниноаса — в городе работала угольная шахта[28].
- Сейни — сельское хозяйство осталось основной отраслью экономики[29].
- Ернут
- Авриг — в нём располагалось предприятие Mecanica Mârșa[рум.], крупнейшее в регионе[30].
- Тэлмачу — в нём расположены несколько деревообрабатывающих заводов и текстильная фабрика, построено 480 квартир[31].
- Колибаши — месторасположение автомобильной компании Dacia, ранее здесь также располагались НИИ автомобильной инженерии и ядерной физики[32].
- Янка — стал образцом для новых городов в равнинной местности[33].
- Ынсурэцей — построено 330 квартир, из них 200 в центре города[34].
- Нехою — стал образцом для новых городов в горной местности[35].
- Погоанеле — в центре города построено 200 квартир[36].
- Будешти
- Лехлиу-Гарэ — здесь располагалось предприятие по пошиву одежды[37].
- Фундуля — здесь располагались три сельскохозяйственных НИИ[38].
- Болинтин-Вале — пригород Бухареста[39].
- Михэйлешти — большая часть деревни была снесена в 1980-е годы для строительства канала Дунай — Бухарест[англ.][40]. Построено 3500 квартир[41].
- Бумбешти-Жиу
- Пьятра-Олт
- Скорничешти — место рождения Николае Чаушеску, обладает большим количеством наград и медалей, например «Герой новой Аграрной Революции». Построен стадион, завод по производству автомобильных запчастей, швейная фабрика, пивоварня, молочный завод и птицефабрика[42] .
- Мурфатлар (с 1975 по 2007 — Басараби) — внутренняя гавань для канала Дунай — Чёрное море. Здесь также находились два крупных винодельческих предприятия[43] .
- Негру-Водэ — построена 341 квартира[44] .
- Овидиу
- Дэрмэнешти

- Янка на почтовой открытке, 2000-е годы
- Новые многоквартирные дома в Нехою, 1989 год
- Ынсурэцей, 2015 год. Видны построенные в конце 1980-х годов панельные многоквартирные дома
- Мурфатлар, вид с берега канала Дунай — Чёрное море, 2008 год